# Lars Larsen
 Der er flere personer med dette navn, se Lars Larsen (flertydig).
Lars Kristinus Larsen (født 6. august 1948 i Arnborg, død 19. august 2019 i Sejs-Svejbæk) også kendt under navnet Dyne-Larsen, var grundlægger og delejer af butikskæden JYSK (det tidligere Jysk Sengetøjslager). JYSK er i dag en global koncern med over 2.900 butikker i 52 lande i 2020.
Lars Larsen var gennem selskabet JYSK Holding delejer af møbelkæderne ILVA, IDEmøbler, Bolia og Sengespecialisten.
Han var i 2018 Danmarks fjerderigeste person med en anslået formue på 35,1 milliarder DKK, og blev i 2015 placeret som verdens 435.-rigeste person af det amerikanske erhvervsmagasin Forbes.[kilde mangler]

## Privat
Lars Larsen fik to børn, Mette og Jacob Brunsborg. Han boede ved sin død i Sejs-Svejbæk ved Silkeborg.

## Opvækst
Lars Larsen var det yngste barn ud af en søskendeflok på fire. Han var søn af Signe Vera Kirstine Hansen og Lars Kristinus Larsen, men faderen døde få måneder inden hans fødsel. Lars Larsen er opvokset med en enlig mor, der forsøgte sig med både landbrug, hoteldrift og en slikbutik. Moderen havde det dårligt, og det havde økonomien også. Flere gange blev hun indlagt på psykiatrisk afdeling i Viborg, mens børnene prøvede at få det hele til at hænge sammen derhjemme. Lars Larsen flyttede ofte i sin barndom. I 1956 begyndte han i 1. klasse på Hurup Kommuneskole. Lars Larsen fik som den eneste af de fire søskende lov til at komme i realskolen, og egentlig ville han være lærer. Hans storebror Hans fik ham dog overtalt til at gå ind i handelsbranchen og skaffede ham en læreplads. 1. august 1966 startede Lars Larsen i lære hos "Magasin H & L" i Thisted, som solgte dyner, sengetøj, gardiner, madrasser, kjolestoffer mv.

## Jysk Sengetøjslager
Efter endt læretid flyttede Lars Larsen til Aalborg, hvor hans kone fik en læreplads i Vodskov. I Aalborg begyndte Lars Larsen som førstemand i en gardinforretning. Senere blev han gardinmontør hos Dresager Gardiner. I 1974 fik han som 25-årig job i lavprisforretningen MinusService ejet af møbelforretningen Ulf Bolighus i Aalborg. MinusService solgte gardiner, sengetøj og badeværelsesartikler. Det lykkedes Lars Larsen at lave en sund forretning, og han fik lov til at starte to nye butikker. Ejeren havde ikke lyst til at ekspandere yderligere, da han mente, at Larsen havde for meget fart på. Efter fem år sagde Lars Larsen sit job op for at starte sin egen forretning.
Lars Larsen åbnede sin første Jysk Sengetøjslager i Aarhus den 2. april 1979. Koncernen har i dag 102 butikker i Danmark, og næsten 2400 butikker i 43 lande. I alt beskæftiger koncernen 25.000 ansatte.[kilde mangler]
Lars Larsen gjorde sit ansigt kendt fra 1989 i tv-reklamer under devisen "Jeg har et godt tilbud til dig". Han var den første til at markedsføre sit firma på denne direkte måde. Metoden er siden kopieret af andre firmaer.[kilde mangler] Han ejede JYSK-koncernen, som han også var bestyrelsesformand for.
I juni 2010 blev han Ridder af Dannebrog.

## Helbred og død
Den 15. juni 2019 blev det offentliggjort, at Lars Larsen blev sygemeldt, og den 21. juni samme år trak han sig som bestyrelsesformand. Det meddeltes på samme tidspunkt at han var ramt af leverkræft, og at den havde spredt sig.
Den 19. august 2019 døde Lars Larsen i sit hjem i Sejs-Svejbæk, efter kort tids kamp med kræften. Han blev bisat fra Sejs-Svejbæk Kirke 22. august 2019, og urnen blev nedsat på kirkens kirkegård.

## Selvbiografi
I 2004 udgav Lars Larsen sin selvbiografi, som blev husstandsomdelt gratis i hele Danmark. Selvbiografien hedder "Go'daw, jeg hedder Lars Larsen - jeg har et godt tilbud".

## Udmærkelser
- Ridder af Dannebrog (2010)
- Kulturministerens Parasportspris (2019)[14]